# Flugplatz Eferding

i7
i11
i13
Der Flugplatz Eferding (ICAO-Code: LOLE) ist ein privater Flugplatz in Pupping im österreichischen Bundesland Oberösterreich. Er wird durch den Segelflug- und Modellbauclub Eferding betrieben.

## Lage
Der Flugplatz liegt etwa 4,5 km nordwestlich des Zentrums der Gemeinde Eferding. Naturräumlich liegt der Flugplatz südwestlich der Donau im Eferdinger Becken des Hausruckviertels.

## Flugbetrieb
Am Flugplatz Eferding findet Flugbetrieb mit Segelflugzeugen, Motorseglern, Ultraleichtflugzeugen, Motorflugzeugen und Hubschraubern statt. Der Flugplatz verfügt über eine 425 m lange Start- und Landebahn aus Gras. Segelflugzeuge starten per Windenstart oder Flugzeugschlepp. Nicht am Platz stationierte Flugzeuge benötigen eine Genehmigung des Platzhalters (PPR), um in Eferding landen zu können. Der Flugplatz verfügt über eine Tankstelle für AvGas und MoGas.